# 沙田慈氏護養院
沙田慈氏護養院（英語：Cheshire Home, Shatin）是香港一間公立的延續護理醫院，位於香港新界沙田區亞公角亞公角山路30號，由香港慈氏安養院基金會在1991年創立。現在是由醫院管理局管理，屬於新界東聯網。
截至2021年3月底，護養院提供共304張病床，當中療養科病床佔235張，另普通科（急症及康復）病床則佔69張，為各類病人提供服務包括物理治療、職業治療、言語治療訓練、中途住宿設備、社工服務及X光檢查等。護養院為中度傷殘人士提供家庭式的住院環境，並鼓勵院友參與院舍的日常運作及管理，增加歸屬感。

## 外部連結
- 沙田慈氏護養院一站通 （页面存档备份，存于）